# Таварих-и гузида-йи нусрат-наме
Таварих-и гузида-йи нусрат-наме (чагат. تواریخ گزیده نصرت‌نامه‎ — «Избранные истории из Книги побед») — анонимный труд, написанный на кипчакском (староказахском) языке и посвященный истории Шейбани-хана (1451—1510), основателя узбекского государства в Мавераннахре. Книга, видимо, закончена в 1505 году. Некоторые специалисты считают автором самого хана, что правдоподобно, так как он был весьма образованным человеком и поэтом, сохранились его стихи. Не следует путать с «Тарих-и гузида» Хамдаллаха Казвини.
Первая часть книги содержит сведения о предках тюрков и Чингисхане. Она, как следует из слов автора, основана на работах Джувейни, Рашид ад-Дина. Кроме того, автор использовал в этой части анонимное сочинение «Тарих-и арба улус» («История четырёх улусов»), которое приписывается Улугбеку.
В истории описано воцарение в государстве кочевых узбеков деда Шейбани-хана Абу-л-Хайра. Участие в этом ногайского бия Ваккаса, разрыв с ним, борьба против потомков Абу-л-Хайра мангытов и казахов, история несостоявшегося союза Мухаммеда Шейбани с ногайским бием Мусой.
Особенно подробно изложен период после смерти Абу-л-Хайра и завоевание Шейбани Мавераннахра. Заканчивается книга событиями завоевания Шейбани Андижана в 1504 году, на основании чего её окончание датируется 1505 годом.
Книга, как по содержанию, так и по композиции, послужила образцом при создании целого ряда аналогичных произведений.
Известно два списка книги: один хранится с Санкт-Петербурге в Институте народов Азии РАН, другой — в Британском музее.
Сокращенная версия книги опубликована на тюрки И. Н. Березиным в 1849 году. Её составителем был некий Алла Мурад Аннабой оглы, который идентифицировал себя как узбек из рода кунграт. Он составил сокращённую версию в 1815 году в Бухаре.
В 1967 году А. М. Акрамов опубликовал факсимиле. Фрагменты переведены и опубликованы В. П. Юдиным в сборнике «Материалы по истории казахских ханств XV—XVII веков (Извлечения из персидских и тюркских сочинений)» (ответственный редактор Б. Сулейменов. — Алма-Ата, 1969.).